# Marvelous USA
A Marvelous USA, Inc., korábban XSEED JKS, Inc. (kereskedelmi nevén XSEED Games), videójáték-kiadó, honosító és forgalmazó cég, a japán Marvelous csoport amerikai leányvállalata, melyet a Square Enix USA egykori alkalmazottai alapítottak. Videójátékokhoz és azokhoz kapcsolódó anyagokhoz nyújtanak értékesítési szolgáltatásokat, valamint marketing támogatást biztosítanak, elsősorban japán cégek által az észak-amerikai piacon forgalomba hozott általános fogyasztási cikkekhez.

## Története
A céget 2004 novemberében alapították a Square Enix USA egykori alkalmazottai „Xseed Games” néven. 2007. április 15-én az AQ Interactive, Inc. bejelentette az Xseed Games felvásárlását, 2007 júniusa előtti részvényátruházással. A szerződést 2007. április 24-én írták alá, a részvényátruházással 2007. június 26-ra végeztek. 2008. április 9-én a cég bejelentette, hogy a Marvelous Entertainmenttel (MMV) közösen fogják megjelentetni a japán cég játékait Észak-Amerikában. A 2008-as Electronic Entertainment Expón a MMV USA és az Xseed Games megkülönböztette a megegyezés szerint közösen megjelentett játékaikat azoktól, melyeket az Xseed külön jelentet meg.
2009. április 1-jén az AQ Interactive, Inc. bejelentette, hogy 55%-ról (486 636 részvény) 90%-ra (766 859 részvény) növelték a részesedésüket az Xseed Gamesben. 2010. április 14-én az Xseed Games bejelentette a Nihon Falcom japán játékfejlesztővel kötött partnerségüket az Ys Seven, az Ys: The Oath in Felghana, az Ys I & II Chronicles és The Legend of Heroes: Trails in the Sky trilógia észak-amerikai megjelentetéséről.
2012. március 13-án a cég bejelentette az Ys: The Oath in Felghana és az Ys Origin megjelenését a Steam digitális tartalomtovábbító-platformon. 2013. március 31-én a Marvelous AQL felvásárolta az Index Digital Media, Inc. Atlus USA online üzletágát, majd beolvasztotta azt az Xseedbe. 2013. április 6-án az Xseed Games bejelentette, hogy Marvelous USA, Inc.-re változtatta nevét.

## Játékaik
| Cím                                                    | Megjelenési dátum (NA) | Fejlesztő(k)                          | Platform                        |
| ------------------------------------------------------ | ---------------------- | ------------------------------------- | ------------------------------- |
| Wild Arms 4                                            | 2006. január 10.       | Media.Vision                          | PlayStation 2                   |
| Shadow Hearts: From the New World                      | 2006. március 7.       | Nautilus                              | PlayStation 2                   |
| Valhalla Knights                                       | 2007. április 17.      | K2 LLC Marvelous Entertainment        | PlayStation Portable            |
| Dungeon Maker: Hunting Ground                          | 2007. június 19.       | Global A Entertainment                | PlayStation Portable            |
| Brave Story: New Traveler                              | 2007. július 31.       | Game Republic                         | PlayStation Portable            |
| Wild Arms 5                                            | 2007. augusztus 28.    | Media.Vision                          | PlayStation 2                   |
| Victorious Boxers: Revolution                          | 2007. október 16.      | Grand Prix Cavia                      | Wii                             |
| Wild Arms XF                                           | 2008. március 11.      | Media.Vision                          | PlayStation Portable            |
| Valhalla Knights 2                                     | 2008. október 1.       | K2 LLC                                | PlayStation Portable            |
| KORG DS-10                                             | 2008. november 4.      | Cavia                                 | Nintendo DS                     |
| Populous DS                                            | 2008. november 11.     | Genki                                 | Nintendo DS                     |
| Retro Game Challenge                                   | 2009. február 10.      | indieszero                            | Nintendo DS                     |
| Avalon Code                                            | 2009. március 10.      | Matrix Software                       | Nintendo DS                     |
| Rune Factory Frontier                                  | 2009. március 17.      | Neverland                             | Wii                             |
| Flower, Sun, and Rain                                  | 2009. június 16.       | Grasshopper Manufacture h.a.n.d.      | Nintendo DS                     |
| Drill Sergeant Mindstrong                              | 2009. június 22.       | HI Corporation                        | Wii                             |
| Little King's Story                                    | 2009. július 21.       | Cing                                  | Wii                             |
| Valhalla Knights: Eldar Saga                           | 2009. szeptember 29.   | K2 LLC                                | Wii                             |
| The Wizard of Oz: Beyond the Yellow Brick Road         | 2009. szeptember 29.   | Media.Vision                          | Nintendo DS                     |
| Ju-on: The Grudge                                      | 2009. október 13.      | feelplus                              | Wii                             |
| Half-Minute Hero                                       | 2009. október 13.      | Marvelous Entertainment               | PlayStation Portable            |
| The Sky Crawlers: Innocent Aces                        | 2010. január 12.       | Project Aces Access Games             | Wii                             |
| Valhalla Knights 2: Battle Stance                      | 2010. január 21.       | K2 LLC                                | PlayStation Portable            |
| KORG DS-10 Plus                                        | 2010. február 16.      | Cavia                                 | Nintendo DS                     |
| Ragnarok DS                                            | 2010. február 16.      | GungHo Online Entertainment           | Nintendo DS                     |
| Lunar: Silver Star Harmony                             | 2010. március 2.       | Game Arts                             | PlayStation Portable            |
| Fragile Dreams: Farewell Ruins of the Moon             | 2010. március 16.      | Namco Bandai Games tri-Crescendo      | Wii                             |
| Samurai Shodown: Sen                                   | 2010. március 30.      | SNK Playmore                          | Xbox 360                        |
| Ys Seven                                               | 2010. augusztus 17.    | Nihon Falcom                          | PlayStation Portable            |
| Ivy the Kiwi?                                          | 2010. augusztus 24.    | Prope                                 | Nintendo DS, Wii                |
| Ivy the Kiwi? Mini                                     | 2010. október 11.      | Prope                                 | Nintendo DS                     |
| Ys: The Oath in Felghana                               | 2010. november 2.      | Nihon Falcom                          | PlayStation Portable            |
| Ys I & II Chronicles                                   | 2011. február 22.      | Nihon Falcom                          | PlayStation Portable            |
| The Legend of Heroes: Trails in the Sky                | 2011. március 29.      | Nihon Falcom                          | PlayStation Portable            |
| Wizardry: Labyrinth of Lost Souls                      | 2011. június 2.        | Acquire                               | PlayStation 3                   |
| Solatorobo: Red the Hunter                             | 2011. szeptember 27.   | CyberConnect2                         | Nintendo DS                     |
| Fishing Resort                                         | 2011. november 21.     | Prope                                 | Wii                             |
| Corpse Party                                           | 2011. november 22.     | Team GrisGris 5pb.                    | PlayStation Portable            |
| Ys: The Oath in Felghana                               | 2012. március 19.      | Nihon Falcom                          | Windows                         |
| Sumioni: Demon Arts                                    | 2012. március 20.      | Acquire                               | PlayStation Vita                |
| Ys Origin                                              | 2012. május 31.        | Nihon Falcom                          | Windows                         |
| Unchained Blades                                       | 2012. június 26.       | FuRyu                                 | PlayStation Portable            |
| The Last Story                                         | 2012. augusztus 14.    | Mistwalker AQ Interactive             | Wii                             |
| Way of the Samurai 4                                   | 2012. augusztus 21.    | Acquire                               | PlayStation 3                   |
| Orgarhythm                                             | 2012. október 23.      | Acquire Neilo                         | PlayStation Vita                |
| Ragnarok Odyssey                                       | 2012. október 30.      | Game Arts GungHo Online Entertainment | PlayStation Vita                |
| Unchained Blades                                       | 2013. január 3.        | FuRyu                                 | Nintendo 3DS                    |
| Corpse Party: Book of Shadows                          | 2013. január 15.       | Team GrisGris 5pb.                    | PlayStation Portable            |
| Ys I & II Chronicles+                                  | 2013. február 14.      | Nihon Falcom                          | Windows                         |
| Ark of the Ages                                        | 2013. március 1.       | Meteorise                             | Android                         |
| Ark of the Ages                                        | 2013. március 29.      | Meteorise                             | iOS                             |
| Pandora’s Tower                                        | 2013. április 16.      | Ganbarion                             | Wii                             |
| Killer Is Dead                                         | 2013. augusztus 27.    | Grasshopper Manufacture               | PlayStation 3, Xbox 360         |
| Rune Factory 4                                         | 2013. október 1.       | Neverland                             | Nintendo 3DS                    |
| Valhalla Knights 3                                     | 2013. október 15.      | K2 LLC                                | PlayStation Vita                |
| Senran Kagura Burst                                    | 2013. november 14.     | Tamsoft                               | Nintendo 3DS                    |
| Ys: Memories of Celceta                                | 2013. november 26.     | Nihon Falcom                          | PlayStation Vita                |
| Ragnarok Odyssey Ace                                   | 2014. április 1.       | Game Arts                             | PlayStation Vita                |
| The Legend of Heroes: Trails in the Sky                | 2014. július 29.       | Nihon Falcom                          | Windows                         |
| Akiba’s Trip: Undead & Undressed                       | 2014. augusztus 5.     | Acquire                               | PlayStation 3, PlayStation Vita |
| Senran Kagura Shinovi Versus                           | 2014. október 14.      | Tamsoft                               | PlayStation Vita                |
| Senran Kagura Bon Appétit!                             | 2014. november 11.     | Tamsoft                               | PlayStation Vita                |
| Brandish: The Dark Revenant                            | 2015. január 13.       | Nihon Falcom                          | PlayStation Portable            |
| Story of Seasons                                       | 2015. március 31.      | Marvelous AQL                         | Nintendo 3DS                    |
| Ys: The Ark of Napishtim                               | 2015. április 28.      | Nihon Falcom                          | Windows                         |
| Akiba’s Trip: Undead & Undressed                       | 2015. május 26.        | Acquire                               | Windows                         |
| Lord of Magna: Maiden Heaven                           | 2015. június 2.        | Marvelous AQL                         | Nintendo 3DS                    |
| Onechanbara Z2                                         | 2015. június 21.       | Tamsoft                               | PlayStation 4                   |
| Senran Kagura: Deep Crimson                            | 2015. október 13.      | Tamsoft                               | Nintendo 3DS                    |
| Corpse Party: Blood Drive                              | 2015. október 13.      | Team GrisGris 5pb.                    | PlayStation Vita                |
| The Legend of Heroes: Trails in the Sky Second Chapter | 2015. október 29.      | Nihon Falcom                          | Windows, PlayStation Portable   |
| Earth Defense Force 2: Invaders from Planet Space      | 2015. december 8.      | Sandlot                               | PlayStation Vita                |
| Earth Defense Force 4.1: The Shadow of New Despair     | 2015. december 8.      | Sandlot                               | PlayStation 4                   |
| The Legend of Heroes: Trails of Cold Steel             | 2015. december 22.     | Nihon Falcom                          | PlayStation 3, PlayStation Vita |
| Nitroplus Blasterz: Heroines Infinite Duel             | 2016. január 26.       | Examu                                 | PlayStation 4, PlayStation 3    |
| Return to PoPoLoCrois: A Story of Seasons Fairytale    | 2016. március 1.       | Epics                                 | Nintendo 3DS                    |
| Senran Kagura Estival Versus                           | 2016. március 15.      | Tamsoft                               | PlayStation 4, PlayStation Vita |
| Corpse Party                                           | 2016. április 25.      | Team GrisGris 5pb.                    | Windows                         |
| Corpse Party: Blood Covered                            | 2016 nyara             | Team GrisGris 5pb.                    | Nintendo 3DS                    |
| The Legend of Heroes: Trails of Cold Steel II          | 2016. szeptember 8.    | Nihon Falcom                          | PlayStation 3, PlayStation Vita |
| Xanadu Next                                            | 2016.                  | Nihon Falcom                          | Windows                         |
| Little King’s Story HD                                 | 2016.                  | Cing                                  | Windows                         |
| Senran Kagura Shinovi Versus HD                        | 2016.                  | Tamsoft                               | Windows                         |
| The Legend of Heroes: Trails in the Sky the 3rd        | 2017.                  | Nihon Falcom                          | Windows                         |

1. 1 2 3 4 5 6 7 8  A Marvelous Entertainmenttel közösen jelentették meg.
2. ↑  A WiiWare-en keresztül.
3. 1 2 3 4 5 6 7 8 9  A PlayStation Networkön keresztül.
4. ↑  A DSiWare-en keresztül.
5. 1 2 3  A Steamen keresztül.
6. ↑  A Nintendo eShoppon keresztül.